# Zespół Pieśni i Tańca „Szczecinianie”

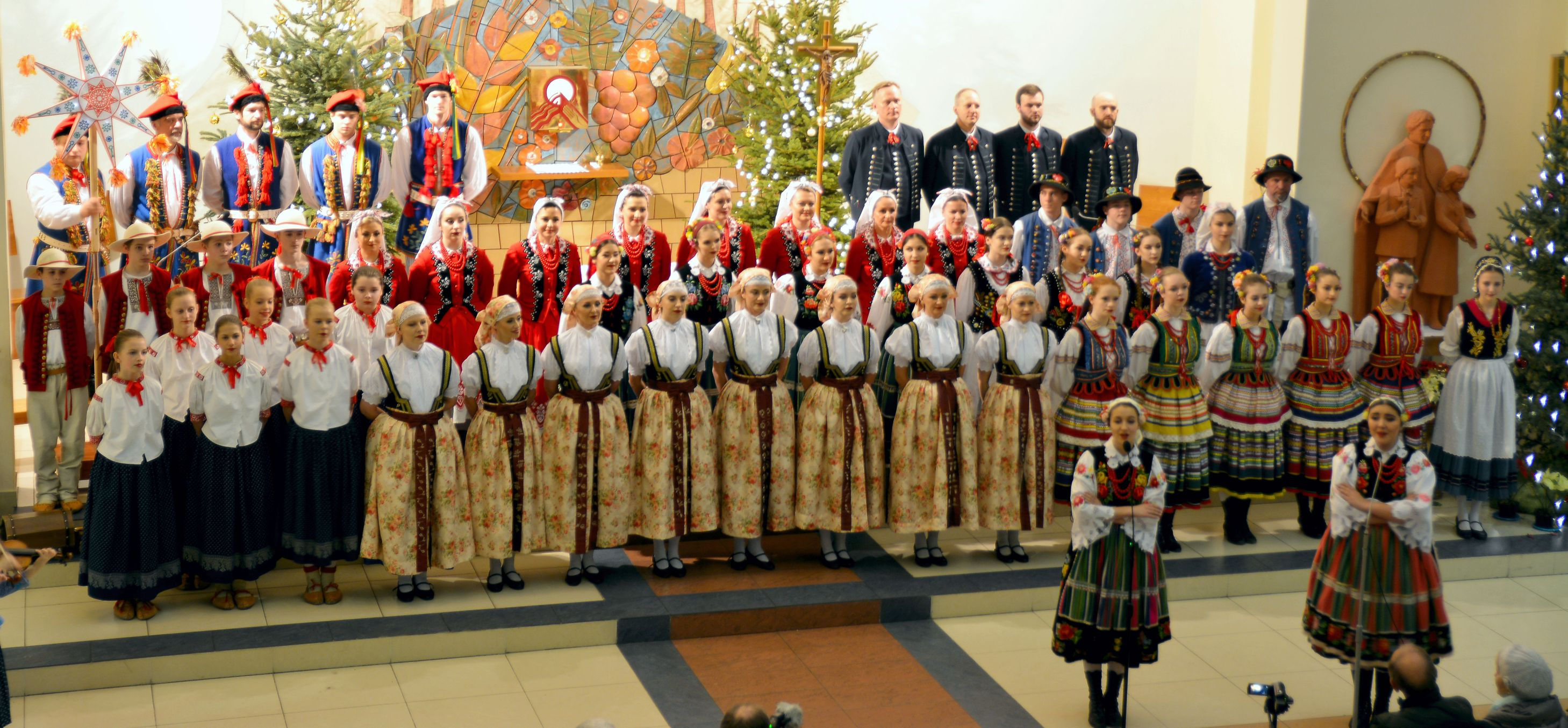
Zespół Pieśni i Tańca „Szczecinianie” (2020 r.)

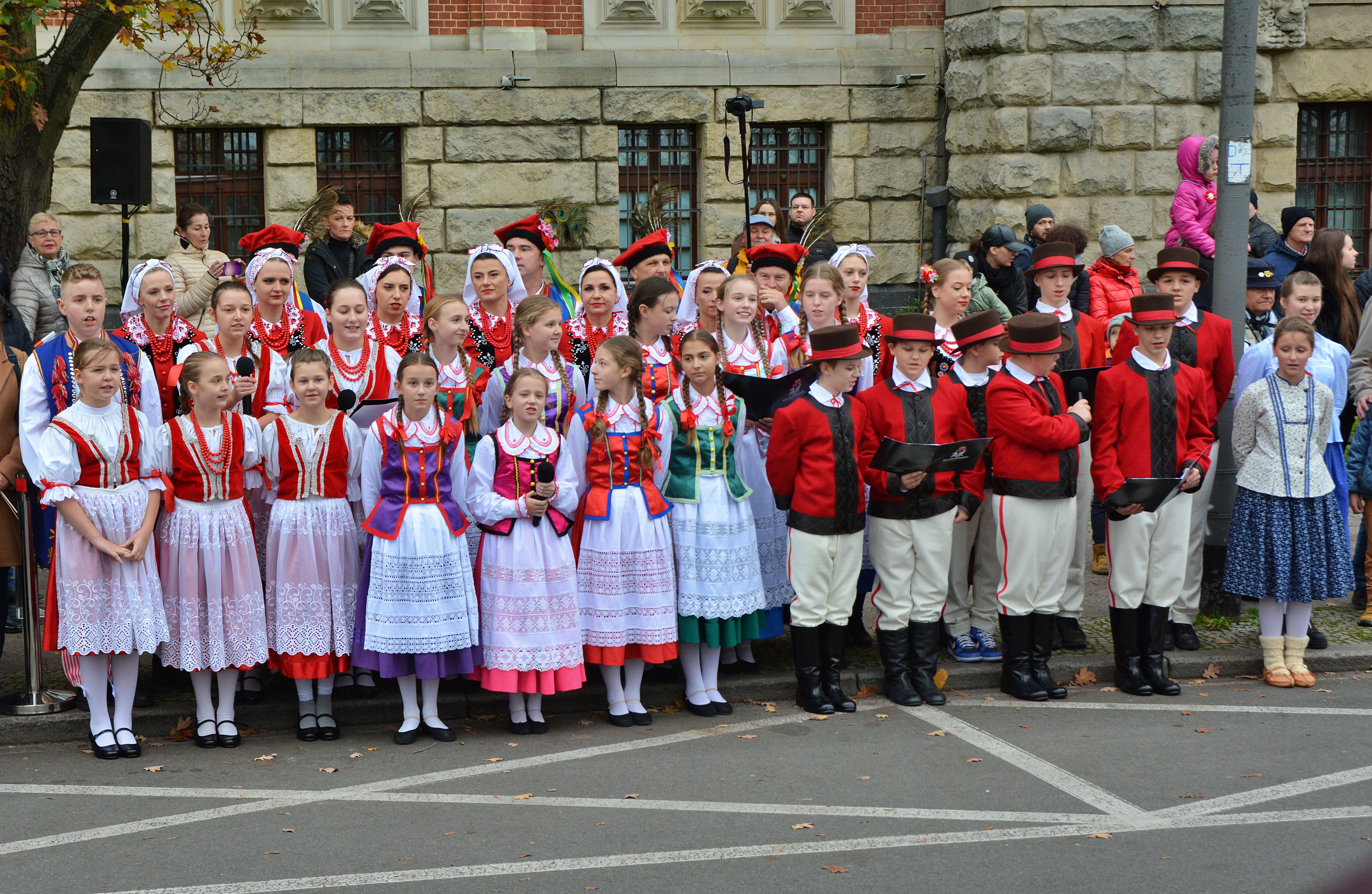
Zespół Pieśni i Tańca „Szczecinianie” (2022 r.)

Zespół Pieśni i Tańca „Szczecinianie” – polski, folklorystyczny zespół muzyczno-taneczny działający w Szczecinie.
Zespół powstał na początku XXI w. Początkowo liczył sześciu tancerzy. Obecnie składa się z ok. 200 artystów, podzielonych na kilka grup wiekowych (grupa dziecięca, młodzieżowa, studencka, dorosłych, seniorów). Zespół posiada własną kapelę. Zespół wykonuje tańce i pieśni kaszubskie, krakowskie, lubelskie, łowickie, rzeszowskie, spiskie, żywieckie, śląskie oraz rybackie, pasterskie i narodowe.
Zespół posiada tytuł „Honorowego Ambasadora Szczecina” (od 2013 r.) oraz tytuł Zespołu Reprezentacyjnego Pomorza Zachodniego (od 2018 r.), a także certyfikat CIOFF (International Council of Organizations of Folklore Festivals and Folk Arts).
Zespół koncertuje w kraju i za granicą (m.in. w styczniu 2020 wziął udział w festiwalu folklorystycznym w Indiach).